# Apollosa
Apollosa é uma comuna italiana da região da Campania, província de Benevento, com cerca de 2.750 habitantes. Estende-se por uma área de 20 km², tendo uma densidade populacional de 138 hab/km². Faz fronteira com Benevento, Campoli del Monte Taburno, Castelpoto, Ceppaloni, Montesarchio, San Leucio del Sannio.

## Demografia
| Variação demográfica do município entre 1861 e 2011                               |
|                                                                                   |
| Fonte: Istituto Nazionale di Statistica (ISTAT) - Elaboração gráfica da Wikipedia |